# 竹村義宏
竹村 義宏（たけむら よしひろ、1966年 -）は、FC(フランチャイズ)プロデューサー。

## 略歴
1966年茨城県取手市出身。清真学園高等学校を経て、早稲田大学を卒業後、1989年に株式会社ナガセ（東進ハイスクール）に入社し、東進衛星予備校のフランチャイズ展開に関わる。1997年、ベンチャー・リンクに転籍し、「ガリバー」「牛角」「タリーズコーヒー」「ＩＴＴＯ個別指導学院」等のFC加盟開発に携わる。2007年、脱サラ個人起業向けFCのトータルサービス社に入社、パートナーサポート部マネージャーとして全国1000のFCサポート業務を経験。2009年以降はフリーランスとして活動しており、「個別指導学院ヒーローズ」や「武田塾」などのFC展開に関わる。2016年よりYouTube「フランチャイズ・チャンネル」に出演。

## 人物像
実家は酒屋を経営していた。高校生の時に、近所の八百屋がコンビニエンストアとして再生したのを目の当たりにし、フランチャイズの威力を垣間見たと語っている。

## 関わったフランチャイズ
- 東進衛星予備校
- 車買取専門店「ガリバー」
- 北前そば「高田屋」
- 炭火焼肉酒家「牛角」
- ステーキとカレーの店「ふらんす亭」
- 焼き鳥ダイニング「とり鉄」
- 「しゃぶしゃぶ 温野菜」
- 「ゴルフパートナー」
- 「まいどおおきに食堂」
- 「串家物語」
- STONE SPA 「石の癒」
- 宅配寿司「銀のさら」
- 「TULLY’S　COFFEE」
- 「７つの習慣J」
- 「ITTO個別指導学院」
- 女性だけの30分フィットネス「Curves（カーブス）」
- カーリペア業界の老舗「トータルリペア」
- 個別指導学院「Hero’s（ヒーローズ）」
- エコランドリー「manmaciao（マンマチャオ）」
- 日本初！授業をしない塾「武田塾」
- 次世代英語教室「AIC Kids」
- 中高年専門ジム「心身健康倶楽部」

## 著書
- 『武田塾FC成功への軌跡』[2]（林尚宏共著/幻冬舎、2016年11月25日、電子書籍）
- 『代ゼミが負け、東進が勝ち、武田塾が伸びる理由　勝てるフランチャイズの極意』（JAN 9784344030398、幻冬舎、2016年11月23日発売）
- 『1円も出さずに全国展開する方法 フランチャイズの処方箋 』（JAN 9784344032811、幻冬舎、2018年4月5日発売